# Gricius
Gricius ist ein litauischer männlicher Familienname.

## Personen
- Algirdas Gricius (Politiker, 1937) (1937–2013), litauischer Politikwissenschaftler und Politiker
- Algirdas Gricius (Politiker, 1954) (* 1954), litauischer Lehrer und Politiker, Bürgermeister von Raseiniai

- Jonas Gricius (1928–2021), litauischer Kameramann
- Saulius Gricius (1963–1991), litauischer Politiker, Umweltschützer und stellvertretender Bürgermeister von Kaunas
- Vytautas Gricius (* 1948), litauischer Manager und Wirtschaftspolitiker, Vizeminister